# Astley, Greater Manchester
Astley är en ort i distriktet Wigan, i grevskapet Greater Manchester, i England. Orten hade 4 734 invånare år 2021. Astley var en civil parish från 1866 till 1933 då den blev en del av Tyldesley cum Shakerley. Denna civil parish hade 4 584 invånare år 1931.